# 天賞堂
株式会社天賞堂（てんしょうどう）は、日本の宝飾・時計・鉄道模型・記念品・表彰品の販売店である。
なお、青森県弘前市にも「天賞堂」という同業の店舗（株式会社弘前天賞堂が経営）が存在するが、当項目で扱う店舗との関係はない。

## 概要
東京都中央区銀座に本店を構え、貴金属及び宝飾、時計、鉄道模型、記念品、表彰品を製造・販売している。銀座本店の角には可愛らしげな天使の像が設置されており、銀座の名所の一つとして知られている。2019年より建て替えのため銀座本店を仮移転。2023年、四丁目に移転し「天賞堂ビル」3階でオープンした。
鉄道模型においては"Tenshodo"として日本国外でも一目置かれる立場にある。

## 沿革
1878年、現在の千葉県大多喜町出身の江澤金五郎（初代）が日本橋檜物町に出版業「江澤書房」を開業したのが始まりである。1879年に銀座尾張町に移転し篆刻を主とする印房店「天賞堂」として創業した。1888年から時計や懐中時計の扱いを、1891年から貴金属の販売を開始した。
1892年に初代金五郎が水禍で急逝、子の増次郎が金五郎の名を襲名して事業を拡大発展させた。二代目金五郎は商才に長けた人物でもあり、日本初の宣伝カー（当時扱い始めた蓄音機を自動車に乗せた）や、これも日本最初の美人コンテストに景品を出したこともある。戦前の銀座本店は東京でも目立つ建物であり、夏目漱石のいくつかの作品中には「天賞堂」の名前が登場する。
1913年からユリスナルダンの輸入総代理店となり、日本海軍にマリンクロノメーターなどを納入していた。
1918年からはスイス製の時計部品（ムーブメント）半製品を輸入、日本で組立・ケーシングした製品を販売して業績を伸ばし、日本におけるスイス製時計輸入のシェアの7割を占めた時期もあった。1913年以降は、ナルダン、ゼニット（ゼニス）、チソット（ティソ）等の総代理店を引受、特に「天賞堂のナルダン」として名声を高めた。　
1926年の関税引き上げ前に駆け込み輸入した時計部品が、直後の昭和恐慌による不振で不良在庫となり、これが大きな原因となって1929年には破産。時計組立から撤退して時計・宝飾品の小売専業となり、翌1930年に組織を株式会社に改組して再建が進められるも、二代目江澤金五郎ほか江澤家は1932年に経営から退き、新本秀吉が天賞堂の事業を譲受した。また1932年末より、長さ21センチ、重さ800グラム、当時の相場で2万円以上の価値がある大金塊を陳列窓に飾り人目を惹いたが、これは1933年3月17日早朝に盗まれてしまい、警視庁の必死の捜査にもかかわらず迷宮入りとなった。
1949年から当時の社長の趣味であった鉄道模型の販売を開始した。従来倉庫として使われていた本店の2階を改装し、鉄道模型売り場を設けた。
1970年、資産をめぐり前社長の新本秀吉と当時の社長の新本秀雄が対立、新聞報道も行われた。
1974年、銀座に先代の銀座本店ビルが竣工。当時、オメガの代理店として壁面に大きなオメガのマークを取り付けていたことから「オメガビル」とも呼ばれた。
2019年、3月から建て替えのため一旦閉店。2019年4月に時計・貴金属売場は銀座六丁目の銀座AKビルに、鉄道模型売場は銀座三丁目の大広朝日ビルへ仮移転し営業。移転後の鉄道模型売場は16番ゲージをメインとしている。
2023年、本店が銀座四丁目に戻り営業再開した。

## 店舗
- 本店 （貴金属・模型）：東京都中央区銀座
  - 3階で貴金属、模型売場（Nゲージ、HOゲージや書籍）

過去には貴金属部門の店舗が千葉パルコ、横浜駅ザ・ダイヤモンド地下街(2015年2月1日に閉店）、模型部門の店舗が伊勢丹新宿本店（1969年9月-）と扇屋千葉本店、イクスピアリにHbf店、および1974年に新宿住友ビルディングに新宿店を開店し2005年新宿オークシティに移転して「モデラーズルーム（MR）新宿」となったが2012年5月15日に閉店。7月10日は横浜三井ビルディング1階でみなとみらい店を開店。原鉄道模型博物館（同ビル2階）のミュージアムショップになっていた。2023年1月16日をもって閉店。

## 鉄道模型
1949年畑違いの鉄道模型をはじめたのは新本秀雄が鉄道模型好きで、空いていた店の2階で商売をはじめた。当初は進駐軍相手に委託製造したニューワンモデル製ソフトメタル製のCタンク、米国型貨車と真鍮製ブラスモデルの米国形鉄道模型を数台単位もしくは1台のみの受注生産したものであったが、1951年から本格生産体制に入り1954年にパシフィック・ファスト・メール (PFM) を通じてアメリカに輸出する。Big Boyは1955年のハンドメイド製品が最初で1959年より量産され1992年最終生産まで2000台を超えている。その後、変動相場制の導入を経て、徐々に円高になるにつれ国内向けの比率が高まり、現在に至る。
かつて天賞堂製といえば宝飾品で用いられるロストワックス技術を利用した、妥協を排したつくりの高級ブラスモデルの代名詞とされるが、早くからエボナイト樹脂成形による車両も生産しており、近年はプラスチック製（バックマン（HOゲージ）、PLATZ（Zゲージ））とダイカスト製の新幹線、蒸気機関車、電気機関車、電車等、OEMによる共同開発の普及製品の製作、販売にも力を入れている。従来の真鍮製ブラスモデル製品の一部は近年、韓国でも生産されている。
ロコ、バックマン、ケーディーの代理店でもある。
銀座本店4階のエバーグリーンショップでは中古品、委託品を取り扱っており、愛好家に中古品流通の場を提供していた（建て替えによる仮移転により閉店）。ガラスケースに並ぶ商品は鉄道模型界の歴史を映し出しており、時折、戦前の希少品の出品もみられる。
過去には、実際に石炭を燃やして走行するグレート・ノーザン鉄道C1クラス0-8-0蒸気機関車の89mmゲージライブスチームや、バッテリー駆動のAB10のような庭園鉄道向け乗用模型、1960年代のホンダF-1の真鍮製模型、サンダーバードの模型などを販売していたこともある。
模型愛好家向けの製品のみならず、大阪の弁天町にある交通科学博物館の展示模型や、かつて東京・神田須田町にあった交通博物館の展示模型も手がけている。

### オメガセントラル鉄道
1949年、天賞堂銀座本店に展示用レイアウトとして「第1次オメガ・セントラル鉄道」が作られた。設計と製作は平田欣一郎、背景画は鉄道模型趣味誌のなかお・ゆたか(中尾豊)が描いた。当時の顧客がアメリカ軍を主体とする連合国の進駐軍の軍人やその家族が多く、建物などアメリカ式であった。後に店舗の建て替えや、売り場の変遷から規模が幾度か変更された。
2000年、舞浜の天賞堂イクスピアリ店にアメリカ中西部の情景を再現した「第5次オメガ・セントラル鉄道」が、アメリカ人のボブ・ヘイデンとデイブ・フレイリーにより作られた。彼らは現在の米国を代表するレイアウトビルダーで、その作品は高く評価されている。二人がプロデュースし、実際の製作は彩美が行った。レイアウトの大きさは4,800mm × 2,200mmで、300mmの隠しヤードが付属する。2つの本線の最小曲線はR750mm、ロギング・ラインであるオメガ・クリーク・ショート・ラインの最小曲線はR560mm。線路はコード83のフレキシブル。製作費は約7,000万円であった。この製作の過程はとれいん誌307号で紹介されている（完成紹介は308号）。2010年になり天賞堂イクスピアリ店の閉店により、第5次オメガ・セントラル鉄道は、天賞堂創業者のゆかりの地である千葉県長柄町に所在するショッピングセンターのロングウッドステーションに移設された。
当初は天賞堂製の国鉄形気動車（キハ12形、キハ17形、キハ20形、キハ22形）のみが使用されていた。　2010年7月から、国鉄形気動車ではアメリカ中西部の情景に似合わないという理由により、アメリカ型ディーゼル機関車に置き換えを開始。2011年12月に9両となり完了した。単機回送、単機牽引 - 6重連牽引など時間帯によって運用は異なる。天賞堂の看板は掲げられているが、線路・制御機・車輛・情景製作用品などの販売を行う一般的な鉄道模型店としては機能していない。線路の削れによる脱線(要線路交換)などの諸事情により2012年6月よりデモ運転は休止している。

## 天賞文庫
1896年、江沢金五郎が逝去し、その遺志によって大多喜町の尋常小学校内に赤煉瓦二階建ての「天賞文庫」を設立。蔵書を寄付するなど支援を続けた。建物は関東大震災で大破し、太平洋戦争中・戦後まもなくは活動を休止した期間もあったが、新規の蔵書を加えるなどして大多喜町立図書館天賞文庫として再開している。

## その他
溶射法
- 江澤謙二郎（天賞堂3代目） - 府立一中から東京商科大学を経て天賞堂を継承。当時世界一のスイスの時計メーカーユリス・ナルダンの日本での総代理店契約を結び、さらに1919年、溶射法（メタリコン）をスイスからの技術特許で日本で初めて導入した[20]。

盗難事件
- 2010年1月2日、天賞堂銀座本店に窃盗団（爆窃団）が外壁に穴を開けて侵入。腕時計など約200点、総額2億5,000万円の被害を受けた。このため銀座本店は、同年1月8日まで一部売り場の閉鎖を余儀なくされた。窃盗団の行方は、同年1月6日、香港警察が大量の腕時計が日本から国際郵便で送付されていることを発見し展開を見せ、翌7日から8日にかけて男女6人が逮捕されている。